# Robert Auzelle
Robert Auzelle (Coulommiers, 8 de junho de 1913 – Paris, 22 de dezembro de 1983) foi um arquiteto e urbanista francês. Licenciou-se em arquitetura pela Escola Nacional Superior de Belas Artes em 1936 e em urbanismo pelo Instituto de Urbanismo de Paris em 1942. Durante o pós-guerra trabalhou na reconstrução e planeamento de várias cidades francesas.
Entre os diversos projetos de urbanismo de que foi autor, estão os planos de urbanização do Tahiti (1951-52), Porto, Aveiro e Génova (década de 1960) e Vélizy-Villacoublay (1967-1976).